# 木苗直秀
木苗 直秀（きなえ なおひで、1942年10月 - ）は、日本の薬学者（食品衛生学・食品安全学）。学位は薬学博士（静岡薬科大学・1970年）。静岡県立大学名誉教授。
静岡薬科大学薬学部講師、静岡県立大学食品栄養科学部教授、静岡県立大学学生部部長、静岡県立大学大学院生活健康科学研究科研究科長、静岡県立大学食品栄養科学部学部長（第5代）、静岡県立大学副学長、静岡県公立大学法人理事、静岡県立大学学長代行、静岡県立大学学長（第5代）、静岡県立大学短期大学部学長（第5代）、静岡県公立大学法人副理事長、学校法人静岡文化芸術大学評議員、一般社団法人公立大学協会会長、公益財団法人静岡県産業振興財団フーズ・サイエンスセンターセンター長、静岡県教育委員会教育長などを歴任した。

## 概要
食品衛生学や食品安全学を専攻する静岡県出身の薬学者である。山葵や緑茶の機能性の研究で知られている。静岡薬科大学、静岡県立大学にて教鞭を執った。静岡県立大学では食品栄養科学部の学部長や大学院生活健康科学研究科の研究科長など、学内の要職を歴任した。2009年には学長に就任するとともに、設置者である公立大学法人の副理事長を兼任した。さらには公立大学協会の会長も兼任した。学長退任後は、静岡県産業振興財団に勤務したのち、静岡県教育委員会の教育長に就任した。

### 生い立ち
静岡県沼津市の出身である。静岡薬科大学薬学部薬学科を卒業後、静岡薬科大学大学院薬学研究科にて「還元糖のアミノ-カルボニル反応の研究」と題する論文を纏め、博士課程を修了した。なお、薬学部の同期には五島綾子が、薬学部および薬学研究科の同期には谷澤久之や三輪匡男がいた。

### 学究活動
静岡薬科大学にて教員として採用され、薬学部にて助手、講師を務める。
静岡薬科大学が静岡女子大学や静岡女子短期大学と合併し静岡県立大学となってからは、静岡県立大学の食品栄養科学部にて助教授を務める。その後、静岡県立大学食品栄養科学部教授・大学院生活健康科学研究科教授となり、学部長や研究科長を歴任した。2007年より静岡県立大学の副学長を務めるとともに、大学の設置者たる公立大学法人の理事も兼任している。2009年、静岡県立大学学長西垣克が病気により辞任したため、学長代行に就任し、同年、学長に昇任した。なお、日本の全ての公立大学が加盟する公立大学協会においては、奥野武俊の後任として、2013年5月より会長を兼任した。2015年、任期満了にともない、静岡県立大学の学長を退任した。それにともない、学内で「学長感謝のつどい」が開催されるとともに、川勝平太、本庶佑、清原正義、廣部雅昭らが出席した「退官記念祝賀会」が開催された。なお、それに先立ち同年1月1日付にて、静岡県立大学の名誉教授となっている。
その後は、静岡県産業振興財団にてフーズ・サイエンスセンターのセンター長を務めていたが、2015年4月に退任した。
2015年5月20日の静岡県議会臨時会にて人事案が可決されたことから、同年5月21日付で静岡県教育委員会の教育長に就任した。前任の安倍徹は任期満了により既に退任していたため、木苗が就任するまでの間は、かつて静岡県教育委員会委員長などを歴任した増進会出版社社長の加藤文夫が教育長職務代理者を務めていた。なお、地方教育行政の組織及び運営に関する法律改正により教育委員会を主宰していた委員長は廃止され、その権限が教育長に移ったため、静岡県教育委員会を主宰した初の教育長となった。2021年12月10日の静岡県議会定例会において体調不良により救急搬送され、同年12月13日より公務に復帰した。しかし、「（年齢的に）もうそろそろというのもあるし、今は時代が変わってきている」と述べ、3期目途中となる2022年3月31日に教育長を退任した。

## 研究
薬学の中でも特に衛生学を研究しており、食品衛生学や食品安全学を専門分野としている。静岡県の特産品の一つでもあるワサビをテーマとした研究も行っており、ワサビに関する研究の著書もある。また、チャノキの葉もテーマとして取り上げており、緑茶やウーロン茶など多様な茶の機能性分析を行い、その結果を基に茶の飲用が悪性新生物の予防に役立つ可能性を示唆している。
21世紀COEプログラムに採択された「先導的健康長寿学術研究推進拠点」やグローバルCOEプログラムに採択された「健康長寿科学教育研究の戦略的新展開」では一貫して食品の安全性評価に関する研究に取り組んでおり、同時に双方のプログラムにて「COE拠点リーダー」を務めた。

## 管理運営
静岡県立大学の副学長、学長代行を経て、学長に就任した。就任後は「開かれた学長室」を標榜し、在学生らとの対話に積極的に応じている。学長室への来室を促すため、パワーランチ形式を導入している。学生との絆を深め、心を開いて対話するには「食べながらが最適」 との信念に基づき、ランチミーティングの形態を採用した。新入生に対し「お弁当を持っておいで」 と広く呼びかけるとともに、自らも昼食用と夕食用の弁当を持参し、学長室での対話に臨んでいる。

## 略歴
- 1942年 - 誕生。
- 1965年 - 静岡薬科大学薬学部卒業。
- 1970年 - 静岡薬科大学大学院薬学研究科修了。
- 1970年 - 静岡薬科大学薬学部助手。
- 1971年 - 静岡薬科大学薬学部講師。
- 1987年 - 静岡県立大学食品栄養科学部助教授。
- 1991年 - 静岡県立大学食品栄養科学部教授。
- 1993年 - 静岡県立大学学生部部長。
- 2001年 - 静岡県立大学大学院生活健康科学研究科研究科長。
- 2003年 - 静岡県立大学食品栄養科学部学部長。
- 2004年 - 静岡県立大学大学院生活健康科学研究科研究科長。
- 2007年 - 静岡県立大学副学長。
- 2007年 - 静岡県理事。
- 2009年 - 静岡県立大学学長代行。
- 2009年 - 静岡県立大学学長。
- 2013年 - 公立大学協会会長。
- 2015年 - 静岡県立大学名誉教授。
- 2015年 - 静岡県産業振興財団フーズ・サイエンスセンターセンター長。
- 2015年 - 静岡県教育委員会教育長。

## 著作

### 共著
- 静岡新聞社編『Life――いのちを脅かすもの――静岡県立大学公開講座』静岡新聞社、2003年。ISBN 478380320X
- 木苗直秀・小嶋操・古郡三千代著『ワサビのすべて――日本古来の香辛料を科学する』学会出版センター、2006年。ISBN 4762230499
- 木苗直秀研究代表者『沢わさびと緑茶のヘリコバクター・ピロリに対する抗菌複合効果と疫学的調査研究』木苗直秀、2008年。

### 編纂
- 日韓わさびシンポジウム実行委員会編『沢わさびについて聞こう・知ろう――科学と文化を学ぶ』アイ・ケイコーポレーション、2004年。ISBN 4874922139 - 木苗が編集を担当。
- 木苗直秀編著『健康と長寿への挑戦――食品栄養科学からのアプローチ』南山堂、2006年。ISBN 4525634014

### 寄稿、分担執筆、等
- 日本薬学会編『環境・健康科学辞典』丸善、2005年。ISBN 9784621075364
- 津志田藤二郎ほか編集委員『機能性食品の安全性ガイドブック』サイエンスフォーラム、2007年。ISBN 9784916164841
- 日本食品衛生学会編集『食品安全の事典』朝倉書店、2009年。ISBN 9784254430967
- 日本食品衛生協会編『食品中の化学物質と安全性』日本食品衛生協会、2009年。ISBN 9784889250305

## 栄典
- 2023年4月 瑞宝中綬章[14][15]